# Carolyn Leigh
Carolyn Leigh (New York, 21 agosto 1926 – New York, 19 novembre 1983) è stata una paroliera statunitense.

## Biografia
Dopo essersi laureata all'Università di New York, Carolyn Leigh ha lavorato come redattrice in stazioni radiofoniche e agenzie pubblicitarie. In seguito è stata autrice dei testi di numerosi spettacoli di Broadway, come Peter Pan, Wildcat, Little Me e How Now, Dow Jones. Per il suo lavoro in questi ultimi due ha ricevuto due candidature ai Tony Award per la migliore colonna sonora, rispettivamente nel 1963 e nel 1968. Due anni dopo la sua morte, nel 1985, è stata introdotta nella Songwriters Hall of Fame.